# Alfonso Ferri
Alfonso Ferri est un médecin italien du XVIe siècle.

## Biographie
Les biographes ne sont pas d'accord sur sa patrie, bien qu'il ait joui d'une grande réputation. La plupart le font Napolitain ; quelques autres prétendent qu'il naquit à Faenza ; mais tous s'accordent à dire qu'il enseigna avec beaucoup de célébrité la chirurgie à Naples et l'anatomie à Rome, qu'il fut premier chirurgien du pape Paul III, et mourut octogénaire vers 1575.

## Œuvres
Les ouvrages de Ferri ne sont pas de simples compilations ; ils renferment tantôt des idées véritablement neuves, tantôt des améliorations utiles, quelquefois des préceptes erronés :
- De ligni sancti multiplici medicina et vini exhibitione libri quatuor, Rome, 1507, in-4°. Le gaïac y est présenté comme une sorte de panacée propre à guérir les maladies les plus dissemblables, et notamment la syphilis, dont il est proclamé le spécifique. L'auteur avoue cependant que, dans certains cas rares, le mal est tellement opiniâtre qu'on est forcé de recourir au mercure. Cette production ne manque pas d'intérêt, aussi fut-elle généralement aceueillie, réimprimée à Bâle, à Paris, insérée dans l'Aphrodisiacus de Luigi Luisini, traduite en français, en allemand, etc. ;
- De sclopetorum sive archibusorum vulneribus libri tres ; Corollarium de sclopeti ac similium tormentorum pulvere ; De caruncula sive callo quæ cervici vesicæ innascitur opusculum, Rome, 1552, in-4° ; Lyon, 1553, in-4°. Ce traité de chirurgie militaire est un des plus anciens et la doctrine n'en est pas toujours judicieuse. Ferri suppose une qualité vénéneuse aux plaies d'armes à feu, ce qui le conduit à une mauvaise méthode thérapeutique. Le tire-balle qu'il a inventé et qui rappelle son prénom (Alphonsin) n'a jamais été fort usité, et de nos jours il ne figure plus que dans les Armamentaria chirurgica de Scultet, de Garengeot, de Brambilla.